# Plateforme des mouvements du 14 juin 2014 d'Alger
La Plateforme des mouvements du 14 juin 2014 d'Alger, aussi appelée la Plateforme des mouvements d'autodéfense ou plus simplement la Plateforme est une alliance de groupes armés maliens pro-gouvernementaux formée pendant la guerre du Mali le 14 juin 2014 à Alger, la capitale algérienne où se tenait alors les négociations entre le Mali et les rebelles de la CMA. 

## Organisation
La Plateforme regroupe les mouvements suivants, :
- Le Groupe autodéfense touareg Imghad et alliés (GATIA)
- La Coordination des mouvements et Front patriotique de résistance (CM-FPR), elle-même regroupe trois mouvements :
  - Ganda Koy
  - Ganda Izo
  - Les Forces de libération des régions Nord du Mali (FLN)
- Une aile du Mouvement arabe de l'Azawad (MAA), aussi appelé le MAA loyaliste
- Le Mouvement populaire pour le salut de l'Azawad (MPSA)
- Le Front populaire de l'Azawad (FPA)
- Le Mouvement pour la défense de la patrie (MDP), formé le 25 juin 2016[3].
- Le Mouvement pour le salut de l'Azawad (MSA), à partir de juillet 2019[4]

## Alliances
Le 6 mai 2021, afin de marquer leur réconciliation, les anciens ennemis de la Coordination des mouvements de l'Azawad et de la Plateforme des mouvements du 14 juin 2014 d'Alger forment une coalition appelée le Cadre stratégique permanent (CSP). Cependant la Plateforme se retire du CSP le 26 septembre 2023.